# Societat Catalana de Medicina Familiar i Comunitària
La Societat Catalana de Medicina Familiar i Comunitària (CAMFiC), és la principal institució mèdica de medicina familiar i comunitària de Catalunya. Té com a objectius: Promoure, mitjançant els socis, el desenvolupament d'una Atenció Primària resolutiva i d'alta qualitat, centrada en la millora de la salut de la comunitat, potenciar i facilitar el desenvolupament professional del soci, en general, del conjunt de persones que treballen a l'Atenció Primària, en col·laboració amb les organitzacions sanitàries, polítiques i docents. El 2021 va rebre la Creu de Sant Jordi.